# ГЕС Пак-Мун
ГЕС Пак-Мун — гідроелектростанція на сході Таїланду, за кілька кілометрів від кордону з Лаосом. Використовує ресурс із річки Мун, яка невдовзі після греблі впадає праворуч до однієї з найбільших річок Південно-Східної Азії Меконгу (має устя на в'єтнамському узбережжі Південно-Китайського моря).
У межах проекту річку перекрили греблею із ущільненого котком бетону висотою 17 метрів, довжиною 324 метри та шириною по гребеню 6 метрів. Вона утримує водосховище з площею поверхні 60 км2 та об'ємом 225 млн м3, в якому припустиме коливання рівня поверхні в операційному режимі між позначками 105,5 та 108 метрів НРМ (на випадок повені останній показник може зростати до 110 метрів НРМ).
Інтегрований у греблю машинний зал обладнано чотирма турбінами типу Каплан потужністю по 35,4 МВт (загальна номінальна потужність станції 136 МВт), які при напорі у 11,6 метра забезпечують виробництво 280 млн кВт-год електроенергії на рік.
Видача продукції відбувається по ЛЕП, розрахованій на роботу під напругою 115 кВ.
Окрім виробництва електроенергії комплекс забезпечує зрошення 26 тисяч гектарів земель.